# La vita a vent'anni
La vita a vent'anni (Navy Blue and Gold) è un film diretto da Sam Wood.

## Trama
Un giovane si arruola nella Accademia navale americana. A causa del passato del padre, condannato ingiustamente, si arruola sotto falso nome. Sarà scoperto e ogni situazione chiarita grazie a due compagni di corso.